# McJob
Vous pouvez aider à l'améliorer ou bien discuter des problèmes sur sa page de discussion.
- Certaines informations devraient être mieux reliées aux sources mentionnées dans la bibliographie ou les liens externes. Améliorez sa vérifiabilité en les associant par des références. (Marqué depuis mai 2017)
- Il adopte un point de vue régional ou culturel particulier et nécessite une internationalisation. (Marqué depuis octobre 2020)
- Il est à actualiser. Certains passages sont obsolètes ou annoncent des événements désormais passés. (Marqué depuis octobre 2020)

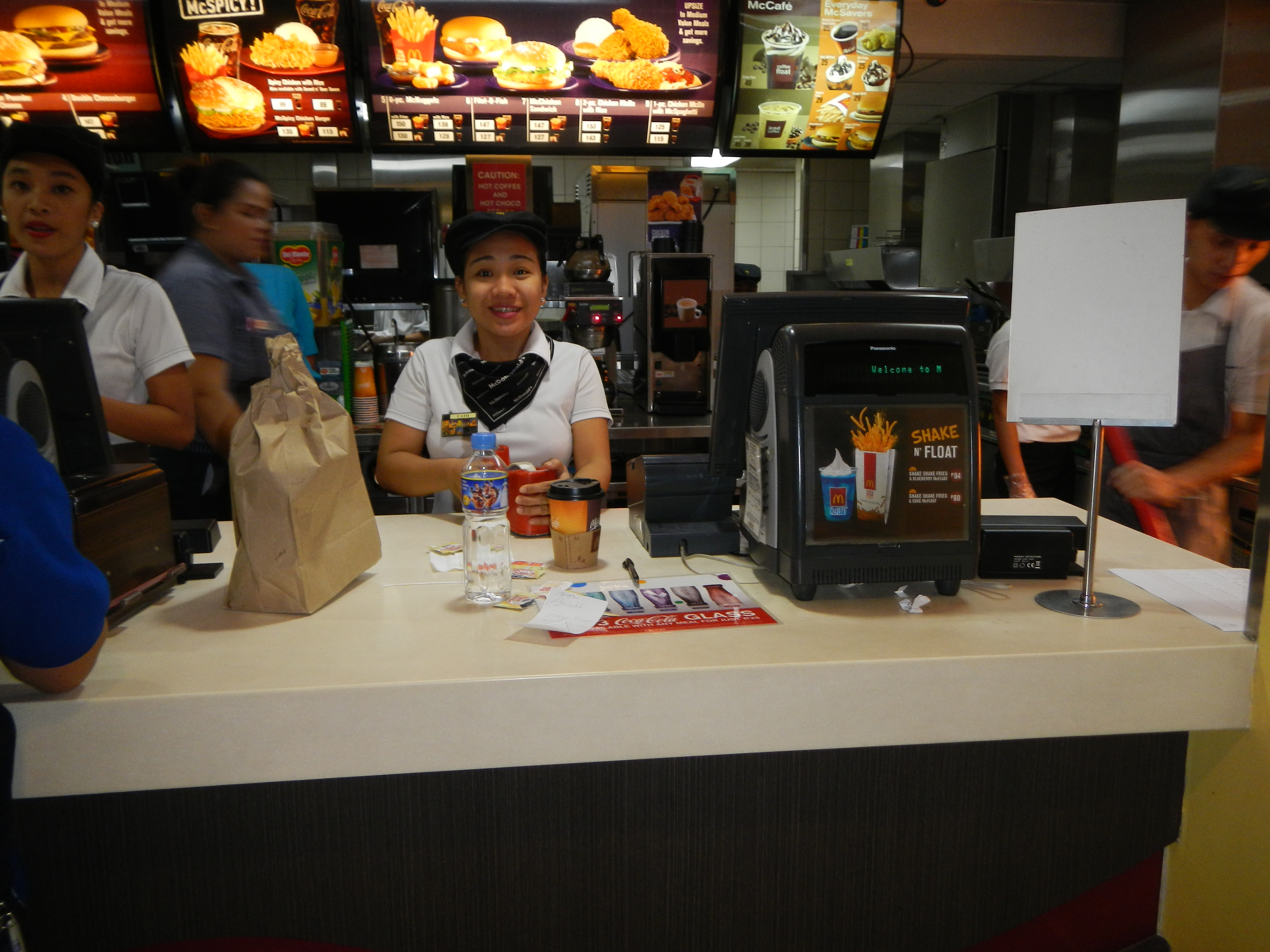
Personnel de McDonald's à Quezon City aux Philippines

« McJob » est un mot d'anglais argotique pour désigner un emploi peu qualifié, mal payé, sans prestige et sans avenir. Le terme vient du nom de la chaîne de restauration rapide McDonald's, mais il s'applique à tous les emplois peu qualifiés qui ne requièrent presque pas de formation et où les activités de l'employé sont strictement régulées. La plupart des McJobs se trouvent dans les services, en particulier la restauration rapide et la vente au détail.
Le néologisme « McJob » a été créé dans les années 1980 aux États-Unis puis popularisé par Douglas Coupland dans son roman Generation X: Tales for an Accelerated Culture publié en 1991.
En 2007, à la suite de l'apparition du mot dans l'Oxford English Dictionary (en 2001), la société McDonald's, qui qualifie le terme d'« extrêmement insultant » pour ses employés, tenta de faire modifier la définition grâce à une pétition en ligne,.